# Билялов, Калий
Калий Билялов (10 октября 1918, Жарминский район — 6 декабря 1977, Алма-Ата) — советский хозяйственный, государственный и политический деятель.

## Биография
Родился в 1918 году в ауле № 6. Член КПСС.
Участник Великой Отечественной войны. С 1946 года — на хозяйственной, общественной и политической работе. В 1946—1976 гг. — помощник директора Института горного дела АН Казахстана, младший научный сотрудник, ученый секретарь, заместитель директора Института химических наук АН Казахстана, ректор Чимкентского технологического института строительных материалов (ныне КазХТИ), председатель Комитета высшего и среднего специального образования Совмина Казахской ССР, министр высшего и среднего специального образования Казахской ССР, заместитель Председателя Совета Министров Казахской ССР.
Избирался депутатом Верховного Совета Казахской ССР 5-9-го созывов. Делегат XXIII съезда КПСС.
Умер в Алма-Ате в 1977 году.